# Tegment
El tegment (del llatí tegmentum: per "cobrir") és una àrea general dins del tronc de l'encèfal. El tegment és la part ventral del mesencèfal i el tecte és la part dorsal del mesencèfal. Es troba entre el sistema ventricular i les diferents estructures basals o ventrals a cada nivell. Forma el sòl del mesencèfal, mentre que el tecte forma el sostre. És una xarxa multisinàptica de neurones que està implicada en molts tractes homeostàtics i dels reflexos. És un centre motor que transmet senyals inhibidors al tàlem i als nuclis basals evitant moviments corporals no desitjats.
L'àrea del tegment inclou diverses diferents estructures, com ara l'acabament rostral de la formació reticular, diversos nuclis que controlen els moviments oculars, la substància grisa periaqüeductal, el nucli vermell, la substància negra i l'àrea tegmental ventral.
El tegment és la ubicació de diversos nuclis dels parells cranials (PC). Els nuclis dels PC III i IV es troben a la porció del tegment del mesencèfal. Els nuclis dels PC V a VIII es troben al tegment de la protuberància. Els nuclis dels PC IX, X i XII es troben al de la medul·la.